# Maurice Buret
Maurice Marcel Buret (ur. 21 maja 1909 w Sèvres, zm. 23 sierpnia 2003 w Septeuil) – francuski jeździec sportowy. Złoty medalista olimpijski z Londynu.
Startował w konkurencji ujeżdżenia. Igrzyska w 1948 były jego jedyną olimpiadą. W konkursie indywidualnym zajął 15 miejsce, triumfował – po dyskwalifikacji Szwedów – w drużynie. Partnerowali mu André Jousseaume i Jean Saint-Fort Paillard.